# تپه یال
تپه یال مربوط به دوره ساسانیان است و در شهرستان بوانات، بخش سرچهان، دهستان سرچهان، ۴۰۰ متری شمال شرق روستای قلات واقع شده و این اثر در تاریخ ۱ مرداد ۱۳۸۶ با شمارهٔ ثبت ۱۹۳۱۳ به‌عنوان یکی از آثار ملی ایران به ثبت رسیده است.